# Јан де Вос
Јан де Вос (хол. Jan De Vos; Дендермонд, 7. фебруар 1844 — Антверпен, 30. март 1923) је био градоначелник Антверпена између 15. марта 1909. и 21. јула 1921. године. Био је на овом положају све до немачког заузећа Антверпена 10. октобра 1914. и остао је на положају након завршетка Првог светског рата.
Догађаји из 1914. године били су најдраматичнија дешавањима у којима је учествовоао као градоначелник Антверпена. Немачка војска је опсела град и ситуација је постајала све тежа и тежа услед немачког гранатирања града. Градско веће је стога одлучило да се преговара о предаји. Де Вос је уговорио услове предаје са немачким генералом Хансом Хартвигом фон Беселером.
Де Вос је био градоначелник Антверпена и током рата. Након немачког пораза није му суђено за колаборацију и он је остао градоначелник све до 21. јула 1921. године.